# Guatteria juruensis
Guatteria juruensis Diels – gatunek rośliny z rodziny flaszowcowatych (Annonaceae Juss.). Występuje naturalnie w Peru oraz Brazylii. 

## Morfologia
PokrójZimozielone drzewo dorastające do 30 m wysokości. Gałęzie są owłosione.
LiścieMają podłużny kształt. Mierzą 10–14 cm długości oraz 3–4 szerokości. Nasada liścia jest ostrokątna. Liść na brzegu jest całobrzegi. Wierzchołek jest spiczasty. Ogonek liściowy jest owłosiony i dorasta do 3–4 mm długości.
KwiatySą pojedyncze. Rozwijają się w kątach pędów. Działki kielicha mają owalny kształt i dorastają do 8–10 mm długości. Płatki mają podłużnie owalny kształt. Osiągają do 15–25 mm długości.